# هيلج إيدي
هيلج إيدي (بالنرويجية البوكمول: Helge Eide)‏ هو سياسي نرويجي، ولد في 15 ديسمبر 1964. حزبياً، نشط في الحزب الديمقراطي المسيحي. وقد انتخب وزير دولة ‏.